# چیریاکو (منطقه اپوریماک)
چیریاکو (به اسپانیایی: Chiriaco) یک کوه در پرو است که در منطقه اپوریماک واقع شده‌است. چیریاکو ۳٬۸۰۰ متر بالاتر از سطح دریا واقع شده‌است.